# Виктор Антонов
Виктор Антонов е художествен редактор, писател, дизайнер и лектор, работил върху проекти като Half-Life 2, Dishonored, Fallout 4 и други. Творбите му са в стил стиймпънк (комбинация от технология и естетично облекло). Публикувани са в списания по цял свят, книгите „Half-Life: Raising The Bar“, „THE COLONY: an illustrated novel about utopian architecture“, „d'artiste Concept Art: Digital Artists Master Class“, „The Art of Renaissance“ , а някои по-нови споделя в социалните мрежи.

## Биография
Роден е през 1972 г. в София. Детството си прекарва в родината, но имигрира в Париж на 17 години. Живял е още и в Монтрьо (Швейцария), Лос Анджелис и Сиатъл (САЩ). Завършва индустриален дизайн в Art Center College of Design, Пасадена. Кариерата му в индустрията за видео-игри стартира през 1996 година.  Има съпруга на име Светлана Илиева (Антонов).

## Кариера
След като се дипломира започва да работи в рекламната индустрия, но бързо осъзнава, че тя вече има своите характерни основи и това не му позволява да бъде креативно свободен. От друга страна, индустрията за видео-игри е нещо ново и приема всякакви идеи. Антонов осъзнава това и тръгва по този път още в началния етап на развитието му.
Първата му месторабота в новата индустрия е в компанията Xatrix Entertainment, където отговаря за дизайна на околната среда, осветлението и атмосферата на компютърните игри, една от които Kingpin: Life of Crime. В същата компания е взима участие и в игрите: Redneck Rampage, Redneck Deer Huntin', Redneck Rampage Rides Again и Quake II Mission Pack: The Reckoning. През 1999 г. е съкратен заедно с Амит (аниматорът) от шефа им – Дрю Маркъм, който затваря компанията. Отваря нова – „Gray Matter Interactive“, канейки повечето бивши служители. Виктор Антонов не е от тях, въпреки работата му по играта Kingpin: Life of Crime. 
Следващото заглавие, в което взима участие, е играта „Half-Life 2“, разработена от Valve. Той отговаря за цялата визуална атмосфера в нея – така нареченият City 17 (градът, в който се развива действието), противниковите единици (combines) и тяхната технология. Разхождайки се из това населено място, играчът може да види много и най-различни надписи на български език (завод „Цимент“), както и архитектура на жилищни блокове тип СОЦ-а. Скиците и дигиталните рисунки по този проект са публикувани в книгата „Half-Life: Raising The Bar“, заедно с коментари и идеи, които не са били осъществени в крайния продукт. Играта печели над 33 награди за визуалния си дизайн. Любимите му творби и до ден днешен остават Цитаделата и гарата в City 17.
През 2006 г. напуска Valve Corporation . Отваря вратите на собствено студио за дизайн и филмови продукции в Париж – „The Building“. Същата година е главен аниматор на филма „Renaissance“ – френска лента, чието действие се развива през 2054 година. Тук се наблюдават футуристични и трилър елементи. Публикувана е играта Dark Messiah of Might and Magic,  в чието изготвяне също взима участие.
На 3 декември 2007 г. Антонов изнася лекция на „Game Developers Conference“  във френския град Лион за разликата между графиките и визуалния дизайн, реализма и разказването на история чрез обстановката на една игра. По думите му „добрата история разказва сама себе си и всеки детайл е от значение“. Добавя още, че консултацията с художник при разработването на игра трябва да се прави по време на нейното конструиране, а не в крайния ѝ етап, когато всичко е почти приключило по нея.
Виктор и съпругата му Светлана организират две изложби: „Entertainment Design Exhibitin“ (2007) в Париж и „Entertainment Arts“ (2010), като целта им е да дадат възможност на повече художници, работели по филми, игри и анимации, да се популяризират.
Работил е по научнофантастичната поредица „The Prodigies“ (2011). Художник е на т.нар. „matte painting“ (пейзаж, който филмовите продуценти използват като заден фон при снимане. Служи за улавяне на някакво пространство, което не съществува на снимачната площадка всъщност). Рисува я в продължение на 3 години (2008 – 2011). 
През 2012 година Виктор Антонов взима участие в изработването на играта Dishonored, воден от желанието му да бъде активен, постоянно развиващ се и експериментиращ. 
На 21 юли 2016 година създава свой Reddit профил и в него обявява, че работи над нова игра – ROKH. Играта излиза на пазара 17 май 2017 година.

## Методи на работа
Виктор Антонов предпочита скицирането с молив на хартия. За свои вдъхновители определя учителите си и родното му място – град София. Още от малък бил изненадан от вида на града, заседнал архитектурно в 40-те години на миналия век и възможността на децата да посетят всяко възможно място. Заради това и градовете, които създава във видео-игрите, са отворени за играча. Външното пространство прави атмосферата на играта по-истинска. Предпочита да прави дизайн на градове и околна среда от колкото на герои, защото вярва, че обстановката е тази, която изгражда по-добре атмосферата на света, в който играчът се намира. 
За да остане мотивиран, Антонов търси по-малки компании, за които да работи, защото те са склонни да експериментират. Това е и една от причините, заради която напуска Valve Corporation. Така остава продуктивен и развиващ се в много и най-различни насоки. 
| Година | Игра                                 | Разработчик           |
| ------ | ------------------------------------ | --------------------- |
| 1997   | Redneck Rampage                      | Xatrix Entertainment  |
| 1997   | Redneck Deer Huntin'                 | Xatrix Entertainment  |
| 1998   | Redneck Rampage Rides Again          | Xatrix Entertainment  |
| 1998   | Quake II Mission Pack: The Reckoning | Xatrix Entertainment  |
| 1999   | Kingpin: Life of Crime               | Xatrix Entertainment  |
| 2004   | Half-Life 2                          | Valve Corporation     |
| 2004   | Counter-Strike: Source               | Valve Corporation     |
| 2005   | Half-Life: Lost Coast                | Valve Corporation     |
| 2006   | Dark Messiah of Might and Magic      | Arkane Studios        |
| 2007   | The Crossing (отхвърлена)            | Arkane Studios        |
| 2012   | Dishonored                           | Arkane Studios        |
| 2015   | Fallout 4                            | Bethesda Game Studios |
| 2017   | ROKH                                 | Nvizzio Creations     |